# Laurent André Barisy
Laurent André Barisy (8 tháng 11 năm 1769 - 23 tháng 7 năm 1802) là một thuyền trưởng người Pháp và quân nhân trong quân đội của chúa Nguyễn Ánh. 

## Tiểu sử
Ông sinh tại Port Louis, Pháp. Từ 17 tuổi, Barisy đã đi theo các thương thuyền, đến năm 21 tuổi là thuyền trưởng của tàu Ile de Groix. Khoảng năm 1791, Barisy khởi hành sang Thổ Nhĩ Kỳ, rồi sang Ấn Độ và gặp đám hải tặc Mã Lai.
Đến năm 24 tuổi, Barisy tham gia phe của chúa Nguyễn Ánh chống quân Tây Sơn. Ông đã được chúa Nguyễn Ánh phái đi sang Ấn Độ, Philippines, Mã Lai, Malacca để mua quân trang quân dụng cho quân đội của chúa Nguyễn.
Laurent Barisy có một người vợ Việt Nam và được vua Gia Long phong tước làm Thiện Tri Hầu. Ngoài ra ông còn mang cấp Trung tá trong quân đội của chúa Nguyễn Ánh, tham dự nhiều trận đánh chống quân Tây Sơn tại Đà Nẵng ngày 8 tháng 3/1801 và trận đánh tại Phú Xuân vào ngày 15 tháng 6/1801. Barisy mất ngày 23 tháng 7 năm 1802, trước khi chúa Nguyễn Ánh chiếm được Thăng Long và thống nhất đất nước Việt Nam.